# Африканский национальный конгресс Замбии
Африканский национальный конгресс Замбии (АНКЗ; англ. Zambian African National Congress; ZANC) — бывшая политическая партия в Замбии. Основана в 1948 году Африканский конгресс Северной Родезии, запрещена в 1973 году.

## История
Партия была образована в 1948 году как Конгресс Северной Родезии или Африканский конгресс Северной Родезии. Годвин Леваника, уроженец Баротселенда аристократического происхождения, стал первым президентом партии. Это была первая африканская политическая партия в стране. Конгресс Северной Родезии берёт свое начало в Федерации обществ благосостояния, действовавшей с 1942 по 1946 год. В 1951 году партия приняла название Африканский национальный конгресс Северной Родезии под председательством Гарри Нкумбулы и была связана с Африканским национальным конгрессом в Южной Африке. В 1953 году генеральным секретарём организации стал Кеннет Каунда.
Африканский национальный конгресс Северной Родезии был ведущей силой северо-родезийского национализма в 1950-х годах. Он выступал против федерации и бойкотировал магазины, в которых применялась Color Bar. В 1955 году Нкумбула и Каунда были заключены в тюрьму за хранение запрещённой литературы. В 1957 году они посетили Лондон, заручившись поддержкой Британской лейбористской партии.
В 1958 году партия разделилась по вопросу о том, участвовать ли во всеобщих выборах в Северной Родезии 1959 года, на которых только меньшинство чернокожего населения было допущено к голосованию. Более радикальный Каунда отделился и сформировал Африканский национальный конгресс Замбии, который был запрещён в 1959 году. На выборах Африканский национальный конгресс Северной Родезии получил одно место парламента Северной Родезии. На всеобщих выборах 1962 года партия получила семь мест, став третьей по величине фракцией в Законодательном собрании и сохранила баланс сил. Перед выборами Нкумбула заключил секретный избирательный договор с Объединённой федеральной партией, но решил сформировать правительство с Объединённой партией национальной независимости.
Партия получила десять мест на всеобщих выборах 1964 года и после обретения независимости была переименована в Африканский национальный конгресс Замбии. Нкумбула баллотировался в президенты на всеобщих выборах 1968 года, заняв второе место с 18% голосов после Кеннета Каунды. Партия получила 23 из 110 мест в Национальной ассамблее, оставаясь основной оппозиционной партией.
В 1973 году партия была запрещена после введения в Замбии однопартийной системы.

## Участие в выборах

### Президентские выборы
| Выборы | Кандидат       | Голосов | %      | Результат |
| ------ | -------------- | ------- | ------ | --------- |
| 1968   | Гарри Нкумбула | 240 017 | 18,2 % | Не избран |

### Парламентские выборы
| Выборы | Лидер          | Голосов | %       | Мест      | +/-  | Положение | Результат |
| ------ | -------------- | ------- | ------- | --------- | ---- | --------- | --------- |
| 1968   | Гарри Нкумбула | 228 277 | 25,40 % | 23 из 110 | ▲ 23 | ▲ 13      | Оппозиция |